# 万茨贝克区
万茨贝克区，德国汉堡市的一个区，位于汉堡东北部。总面积147.6平方公里，总人口41 7225（2013年12月31日）。